# Халонг (тайфун, 2014)
Тайфун Халонг (міжнародна назва Halong, філіппінська назва Jose) — тропічний циклон, який досяг Японії в першій половині серпня 2014. Тайфуну присвоєна 5 категорія за шкалою ураганів Саффіра-Сімпсона.
Тайфун пройшов через північно-західну частину Тихого океану та над Японією. В південній Японії злива затопила вулиці міст. Одночасно з тайфуном в північній частині Японії стався землетрус 6 балів за шкалою Ріхтера. Для уникнення жертв було прийняте рішення щодо евакуації близько півмільйона людей. Через негоду в також скасували значне число авіарейсів.
Швидкість вітру під час тайфуну сягала 180 кілометрів, рівень опадів — 85 міліметрів за годину.
Повідомляється про загибель 9 людей, ще 2 вважаються зниклими, 80 людей виявились травмованими, частково або повністю зруйновані принаймні 342 будинки.